# Miguel Cercito
Miguel Cercito Bereterra (Ejea de los Caballeros (Zaragoza)-Graus, 1595) fue un religioso español del siglo XVI que ostentó los cargos de canónigo del Pilar de Zaragoza y Obispo de Barbastro.

## Biografía
Nació en Ejea de los Caballeros (Zaragoza), de noble linaje de los Cercito, familia originaria del pueblo del mismo nombre, hoy abandonado a orillas del río Aurín en la Jacetania. Estudió en la Universidad de Huesca donde obtuvo los grados de maestro de Artes y doctor en Teología, pasando a ser luego profesor en ambas facultades. En 1559 vivía en Salamanca como Colegial Mayor de San Bartolomé desempeñando una cátedra de Filosofía.
El capítulo de la Iglesia del Pilar de Zaragoza lo eligió canónigo en el año de 1563 y más tarde lo designó para asistir como procurador a las Cortes celebradas en Monzón en 1585. Felipe II le oyó predicar en El Pilar y al observar sus dotes y su buen hacer en dichas Cortes le propuso para obispo de Barbastro durante la celebración de esas mismas Cortes.
En su nombre tomó la posesión de la sede el canónigo D. Juan Cercito, sobrino suyo. El 29 de enero de 1586 fue consagrado obispo en Huesca e hizo su entrada solemne en Barbastro el día 5 de marzo del mismo año. A los pocos meses celebró sínodo que dio comienzo el día 18 de mayo. Es autor de numerosas obras de lógica, tratados sobre rentas y limosnas (De reditibus et additamentis tam fructuosis quam pecuniariis tractatus duo...) sermonarios y estudios sobre historia (Tratados de los tres Vicentes Obispos de Zaragoza”) del que se conservan algunas copias manuscritas, y la también inédita Instauración de las Iglesias de Aragón y primeros Obispos de la Diócesis de Barbastro y la vida de su prelado San Ramón que abarca hasta el reinado de Ramiro II.
Fue consultor del Santo Oficio. En el Museo Diocesano y Catedralicio de Barbastro se custodia una casulla bordada con hilos de seda que ostenta un escudo con brazo armado de plata moviente empuñando espada tal como aparece en las armas de los Cercito.
Se distinguió sobre todo este prelado por promover la devoción y el culto de San Ramón. En el año 1594 consiguió de la Ciudad que se retiraran las horcas del monte desde el que el Santo obispo bendijo al pueblo cuando fue expulsado de su sede, y edificó allí una ermita dedicada a su advocación; a los pocos meses, el día 9 de agosto del mismo año, se colocó ya la primera piedra. Así mismo y tras múltiples gestiones ante la Santa Sede y el Cabildo de Roda, consiguió el año 1595 reliquias del Santo que fueron solemnemente trasladadas desde la Excatedral de Roda de Isábena, hecho que fue celebrado con solemnes actos, tal y como refiere Saturnino López Novoa en su Historia de Barbastro. Ese mismo año declaró a San Ramón patrono principal de la diócesis y mandó se celebrase su fiesta el día 21 de junio con ritual de primera clase.
Le cupo también el honor de consagrar la Iglesia de Cregenzán, tal y como refiere el historiador Gabriel Sesé.
Estando de visita pastoral en Graus enfermó gravemente y murió en la casa aneja a la basílica de la Peña el 15 de agosto de 1595, después de gobernar la diócesis 9 años y 6 meses. Está sepultado en el presbiterio de la Catedral de Barbastro.
| Predecesor: Fray Felipe de Urriés y Urriés | Obispo de Barbastro 1586-1595 | Sucesor: Carlos Muñoz Serrano |